# Ernest Nagel
Ernest Nagel (n. 16 noiembrie 1901, Praga —d.  22 septembrie 1985) a fost un filozof american.

## Operă
Nagel a scris împreună cu Morris Cohen An Introduction to Logic and the Scientific Method (O introducere în logică și metoda științifică). În 1958, a publicat cu James R. Newman Gödel's proof (Demonstrația lui Gödel), o carte în care Nagel explică problemele teoremelor lui Gödel celor care nu sunt specialiști în domeniul logicii matematicii. Între (1939-1956) a editat Journal of Philosophy (Revista de filozofie), iar între anii (1940-1946) Journal of Symbolic Logic (Revista logicii simbolice).
1. 1 2  Ernest Nagel, SNAC, accesat în 9 octombrie 2017
2. ↑  Ernest Nagel, Internet Philosophy Ontology project, accesat în 9 octombrie 2017
3. 1 2  Ernest Nagel, Muzeul Solomon R. Guggenheim, accesat în 9 octombrie 2017
4. ↑  Ernest Nagel, Encyclopædia Britannica Online, accesat în 9 octombrie 2017
5. 1 2  „Ernest Nagel”, Gemeinsame Normdatei, accesat în 3 mai 2014
6. ↑  Ernest Nagel, Internet Speculative Fiction Database, accesat în 9 octombrie 2017
7. ↑  Ernest Nagel, Brockhaus Enzyklopädie, accesat în 9 octombrie 2017
8. ↑  „Ernest Nagel”, Gemeinsame Normdatei, accesat în 31 decembrie 2014
9. ↑  Autoritatea BnF, accesat în 10 octombrie 2015
10. ↑  CONOR.SI[*] Verificați valoarea |titlelink= (ajutor)
11. 1 2 3 4 5  Guggenheim Fellows database
12. ↑   https://www.apaonline.org/page/carus Lipsește sau este vid: |title= (ajutor)